# Paroecus signatipes
Paroecus signatipes is een vliegensoort uit de familie van de Lauxaniidae. De wetenschappelijke naam van de soort is voor het eerst geldig gepubliceerd in 1856 door Loew.